# ادامو، بخش زاموسک
ادامو، بخش زاموسک (به لاتین: Adamów, Zamość County) در لهستان است که در Gmina Adamów, Zamość County واقع شده‌است.

## خصوصیات
ادامو ۳۸۰ نفر جمعیت دارد.